# Ulice (2. řada)
Druhá řada televizního seriálu Ulice navázala na první řadu tohoto seriálu. Byla premiérově vysílána na TV Nova od 1. září 2006 do 28. června 2007. Každý pracovní den v týdnu byl odvysílán jeden díl, od 5. února 2007 pak dva díly. Celkem vzniklo 319 dílů, tedy o 105 více než v první řadě.

## Seznam dílů
| Č. v seriálu | Č. v řadě | Název                               | Režie         | Datum premiéry     | Vysílací den |
| ------------ | --------- | ----------------------------------- | ------------- | ------------------ | ------------ |
| 215          | 1         | Ulice-215                           | Boro Radojčič | 1. září 2006       | pátek        |
| 216          | 2         | Bára na rozcestí                    | Boro Radojčič | 4. září 2006       | pondělí      |
| 217          | 3         | Nový školní DJ                      | Boro Radojčič | 5. září 2006       | úterý        |
| 218          | 4         | Změny v kadeřnictví                 | Boro Radojčič | 6. září 2006       | středa       |
| 219          | 5         | Bára mezi dvěma muži                | Boro Radojčič | 7. září 2006       | čtvrtek      |
| 220          | 6         | Hra na kočku a na myš               | Boro Radojčič | 8. září 2006       | pátek        |
| 221          | 7         | Porod                               | Marian Kleis  | 11. září 2006      | pondělí      |
| 222          | 8         | Jeníček Farský                      | Marian Kleis  | 12. září 2006      | úterý        |
| 223          | 9         | Chřipka                             | Marian Kleis  | 13. září 2006      | středa       |
| 224          | 10        | Ztráta iluzí                        | Marian Kleis  | 14. září 2006      | čtvrtek      |
| 225          | 11        | Smrt Jeníčka                        | Marian Kleis  | 15. září 2006      | pátek        |
| 226          | 12        | David                               | Marian Kleis  | 18. září 2006      | pondělí      |
| 227          | 13        | Vysněná služební cesta              | Marian Kleis  | 19. září 2006      | úterý        |
| 228          | 14        | Pálení mostů                        | Marian Kleis  | 20. září 2006      | středa       |
| 229          | 15        | Boháčova kapitulace                 | Marian Kleis  | 21. září 2006      | čtvrtek      |
| 230          | 16        | Důvod k rozvodu                     | Marian Kleis  | 22. září 2006      | pátek        |
| 231          | 17        | Oldův výbuch                        | Milan Růžička | 25. září 2006      | pondělí      |
| 232          | 18        | Bedřichovo tápání                   | Milan Růžička | 26. září 2006      | úterý        |
| 233          | 19        | Otcovské starosti                   | Milan Růžička | 27. září 2006      | středa       |
| 234          | 20        | Dva slamění vdovci                  | Milan Růžička | 28. září 2006      | čtvrtek      |
| 235          | 21        | Velké trápení                       | Milan Růžička | 29. září 2006      | pátek        |
| 236          | 22        | Problémy s fitnesscentrem           | Milan Růžička | 2. října 2006      | pondělí      |
| 237          | 23        | Změny v rádiu                       | Milan Růžička | 3. října 2006      | úterý        |
| 238          | 24        | Nový ředitel rádia                  | Milan Růžička | 4. října 2006      | středa       |
| 239          | 25        | Ingrid na dně                       | Milan Růžička | 5. října 2006      | čtvrtek      |
| 240          | 26        | Lumírova předvolební kampaň         | Milan Růžička | 6. října 2006      | pátek        |
| 241          | 27        | Olda rentiérem                      | Tomáš Tintěra | 9. října 2006      | pondělí      |
| 242          | 28        | Dusno ve večerce                    | Tomáš Tintěra | 10. října 2006     | úterý        |
| 243          | 29        | Školní lásky                        | Tomáš Tintěra | 11. října 2006     | středa       |
| 244          | 30        | Bedřich v koncích                   | Tomáš Tintěra | 12. října 2006     | čtvrtek      |
| 245          | 31        | Hledá se máma                       | Tomáš Tintěra | 13. října 2006     | pátek        |
| 246          | 32        | Moničina ďábelská lest              | Tomáš Tintěra | 16. října 2006     | pondělí      |
| 247          | 33        | Konkurz                             | Tomáš Tintěra | 17. října 2006     | úterý        |
| 248          | 34        | Seznámení v bazénu                  | Tomáš Tintěra | 18. října 2006     | středa       |
| 249          | 35        | Oldova nová přítelkyně              | Tomáš Tintěra | 19. října 2006     | čtvrtek      |
| 250          | 36        | Karlova zpověď                      | Tomáš Tintěra | 20. října 2006     | pátek        |
| 251          | 37        | Štěpánův dokument                   | Boro Radojčič | 23. října 2006     | pondělí      |
| 252          | 38        | Šalamounské rozhodnutí              | Boro Radojčič | 24. října 2006     | úterý        |
| 253          | 39        | Hnízdečko lásky                     | Boro Radojčič | 25. října 2006     | středa       |
| 254          | 40        | Terezino dilema                     | Boro Radojčič | 26. října 2006     | čtvrtek      |
| 255          | 41        | Jeřábkova pohana                    | Boro Radojčič | 27. října 2006     | pátek        |
| 256          | 42        | Pátrání po mámě                     | Boro Radojčič | 30. října 2006     | pondělí      |
| 257          | 43        | Napětí u Farských                   | Boro Radojčič | 31. října 2006     | úterý        |
| 258          | 44        | Rozloučení s Jeníčkem               | Boro Radojčič | 1. listopadu 2006  | středa       |
| 259          | 45        | Digi moderátorkou                   | Boro Radojčič | 2. listopadu 2006  | čtvrtek      |
| 260          | 46        | Dusno u Boháčů                      | Boro Radojčič | 3. listopadu 2006  | pátek        |
| 261          | 47        | Špatné zprávy z Anglie              | Marian Kleis  | 6. listopadu 2006  | pondělí      |
| 262          | 48        | Boj o hospodu                       | Marian Kleis  | 7. listopadu 2006  | úterý        |
| 263          | 49        | Projekce dokumentu                  | Marian Kleis  | 8. listopadu 2006  | středa       |
| 264          | 50        | Bedřich podnikatelem                | Marian Kleis  | 9. listopadu 2006  | čtvrtek      |
| 265          | 51        | Bára v pasti                        | Marian Kleis  | 10. listopadu 2006 | pátek        |
| 266          | 52        | Případ pro psychologa               | Marian Kleis  | 13. listopadu 2006 | pondělí      |
| 267          | 53        | Vydírání                            | Marian Kleis  | 14. listopadu 2006 | úterý        |
| 268          | 54        | Ingridino malé vítězství            | Marian Kleis  | 15. listopadu 2006 | středa       |
| 269          | 55        | Šikana                              | Marian Kleis  | 16. listopadu 2006 | čtvrtek      |
| 270          | 56        | Viktorův odjezd                     | Marian Kleis  | 17. listopadu 2006 | pátek        |
| 271          | 57        | Rozlučka s Henrym                   | Patrik Hartl  | 20. listopadu 2006 | pondělí      |
| 272          | 58        | Adriana v koncích                   | Patrik Hartl  | 21. listopadu 2006 | úterý        |
| 273          | 59        | Karolína zahajuje terapii           | Patrik Hartl  | 22. listopadu 2006 | středa       |
| 274          | 60        | Strasti novopečeného hostinského    | Patrik Hartl  | 23. listopadu 2006 | čtvrtek      |
| 275          | 61        | Andělé spásy                        | Patrik Hartl  | 24. listopadu 2006 | pátek        |
| 276          | 62        | Jeřábkova pomsta                    | Patrik Hartl  | 27. listopadu 2006 | pondělí      |
| 277          | 63        | Domácí trampoty                     | Patrik Hartl  | 28. listopadu 2006 | úterý        |
| 278          | 64        | Tajemství Zdeny Čisté               | Patrik Hartl  | 29. listopadu 2006 | středa       |
| 279          | 65        | Hrátky lásky                        | Patrik Hartl  | 30. listopadu 2006 | čtvrtek      |
| 280          | 66        | Manželská poradna                   | Patrik Hartl  | 1. prosince 2006   | pátek        |
| 281          | 67        | Jeřábek opět útočí                  | Otakar Kosek  | 4. prosince 2006   | pondělí      |
| 282          | 68        | Mikulášská nadílka                  | Otakar Kosek  | 5. prosince 2006   | úterý        |
| 283          | 69        | Bářin útěk                          | Otakar Kosek  | 6. prosince 2006   | středa       |
| 284          | 70        | Přiznání                            | Otakar Kosek  | 7. prosince 2006   | čtvrtek      |
| 285          | 71        | Hledá se viník                      | Otakar Kosek  | 8. prosince 2006   | pátek        |
| 286          | 72        | Jeřábkův odchod                     | Otakar Kosek  | 11. prosince 2006  | pondělí      |
| 287          | 73        | Kontrola                            | Otakar Kosek  | 12. prosince 2006  | úterý        |
| 288          | 74        | Proměna Zdeny Čisté                 | Otakar Kosek  | 13. prosince 2006  | středa       |
| 289          | 75        | Světlanino ponížení                 | Otakar Kosek  | 14. prosince 2006  | čtvrtek      |
| 290          | 76        | Koncert pro Lenku                   | Otakar Kosek  | 15. prosince 2006  | pátek        |
| 291          | 77        | Evino tušení                        | Boro Radojčič | 18. prosince 2006  | pondělí      |
| 292          | 78        | Adrianin kolaps                     | Boro Radojčič | 19. prosince 2006  | úterý        |
| 293          | 79        | Rvačka                              | Boro Radojčič | 20. prosince 2006  | středa       |
| 294          | 80        | Boj o Františka                     | Boro Radojčič | 21. prosince 2006  | čtvrtek      |
| 295          | 81        | Parťáci na útěku                    | Boro Radojčič | 22. prosince 2006  | pátek        |
| 296          | 82        | Vánoce                              | Boro Radojčič | 25. prosince 2006  | pondělí      |
| 297          | 83        | Firemní večírek                     | Boro Radojčič | 26. prosince 2006  | úterý        |
| 298          | 84        | Návrat Zuzany                       | Boro Radojčič | 27. prosince 2006  | středa       |
| 299          | 85        | Nadílka u Digi                      | Boro Radojčič | 28. prosince 2006  | čtvrtek      |
| 300          | 86        | Exkurze                             | Boro Radojčič | 29. prosince 2006  | pátek        |
| 301          | 87        | Nový rok                            | Tomáš Tintěra | 1. ledna 2007      | pondělí      |
| 302          | 88        | Boháč bez Anežky                    | Tomáš Tintěra | 2. ledna 2006      | úterý        |
| 303          | 89        | Dívčí válka                         | Tomáš Tintěra | 3. ledna 2007      | středa       |
| 304          | 90        | Kruté pravdy                        | Tomáš Tintěra | 4. ledna 2007      | čtvrtek      |
| 305          | 91        | Rána pro Digi                       | Tomáš Tintěra | 5. ledna 2007      | pátek        |
| 306          | 92        | Co s Adrianou?                      | Tomáš Tintěra | 8. ledna 2007      | pondělí      |
| 307          | 93        | Svět podle Davida                   | Tomáš Tintěra | 9. ledna 2007      | úterý        |
| 308          | 94        | Facka                               | Tomáš Tintěra | 10. ledna 2007     | středa       |
| 309          | 95        | Tři fúrie                           | Tomáš Tintěra | 11. ledna 2007     | čtvrtek      |
| 310          | 96        | Konflikt                            | Tomáš Tintěra | 12. ledna 2007     | pátek        |
| 311          | 97        | Františkův slepák                   | Marian Kleis  | 15. ledna 2007     | pondělí      |
| 312          | 98        | Dvě mámy pro Frantu                 | Marian Kleis  | 16. ledna 2007     | úterý        |
| 313          | 99        | Falešné naděje                      | Marian Kleis  | 17. ledna 2007     | středa       |
| 314          | 100       | Planný poplach u Nyklů              | Marian Kleis  | 18. ledna 2007     | čtvrtek      |
| 315          | 101       | Únos Adriany                        | Marian Kleis  | 19. ledna 2007     | pátek        |
| 316          | 102       | Digino dilema                       | Marian Kleis  | 22. ledna 2007     | pondělí      |
| 317          | 103       | Anežka na útěku                     | Marian Kleis  | 23. ledna 2007     | úterý        |
| 318          | 104       | Konec s Benem                       | Marian Kleis  | 24. ledna 2007     | středa       |
| 319          | 105       | Světlanin dopis                     | Marian Kleis  | 25. ledna 2007     | čtvrtek      |
| 320          | 106       | Návrat do fitnesscentra             | Marian Kleis  | 26. ledna 2007     | pátek        |
| 321          | 107       | Hra o byt                           | Juraj Deák    | 29. ledna 2007     | pondělí      |
| 322          | 108       | Pravidla hry                        | Juraj Deák    | 30. ledna 2007     | úterý        |
| 323          | 109       | Vysvědčení                          | Juraj Deák    | 31. ledna 2007     | středa       |
| 324          | 110       | Lan                                 | Juraj Deák    | 1. února 2007      | čtvrtek      |
| 325          | 111       | Záchrana Oldova fitnesscentra       | Juraj Deák    | 2. února 2007      | pátek        |
| 326          | 112       | Hejlův projekt 1                    | Juraj Deák    | 5. února 2007      | pondělí      |
| 327          | 113       | Hejlův projekt 2                    | Juraj Deák    | 5. února 2007      | pondělí      |
| 328          | 114       | Světlanina zkouška 1                | Juraj Deák    | 6. února 2007      | úterý        |
| 329          | 115       | Světlanina zkouška 2                | Juraj Deák    | 6. února 2007      | úterý        |
| 330          | 116       | Anča v úzkých 1                     | Juraj Deák    | 7. února 2007      | středa       |
| 331          | 117       | Anča v úzkých 2                     | Juraj Deák    | 7. února 2007      | středa       |
| 332          | 118       | Projímadlo 1                        | Juraj Deák    | 8. února 2007      | čtvrtek      |
| 333          | 119       | Projímadlo 2                        | Juraj Deák    | 8. února 2007      | čtvrtek      |
| 334          | 120       | Ančin rozchod s Bedřichem 1         | Juraj Deák    | 9. února 2007      | pátek        |
| 335          | 121       | Ančin rozchod s Bedřichem 2         | Juraj Deák    | 9. února 2007      | pátek        |
| 336          | 122       | Milostné trampoty 1                 | Boro Radojčič | 12. února 2007     | pondělí      |
| 337          | 123       | Milostné trampoty 2                 | Boro Radojčič | 12. února 2007     | pondělí      |
| 338          | 124       | Prozření Čisté 1                    | Boro Radojčič | 13. února 2007     | úterý        |
| 339          | 125       | Prozření Čisté 2                    | Boro Radojčič | 13. února 2007     | úterý        |
| 340          | 126       | Svatý Valentýn 1                    | Boro Radojčič | 14. února 2007     | středa       |
| 341          | 127       | Svatý Valentýn 2                    | Boro Radojčič | 14. února 2007     | středa       |
| 342          | 128       | Pretty Woman 1                      | Boro Radojčič | 15. února 2007     | čtvrtek      |
| 343          | 129       | Pretty Woman 2                      | Boro Radojčič | 15. února 2007     | čtvrtek      |
| 344          | 130       | Konec Adrianiných lží 1             | Boro Radojčič | 16. února 2007     | pátek        |
| 345          | 131       | Konec Adrianiných lží 2             | Boro Radojčič | 16. února 2007     | pátek        |
| 346          | 132       | Bářino zklamání 1                   | Boro Radojčič | 19. února 2007     | pondělí      |
| 347          | 133       | Bářino zklamání 2                   | Boro Radojčič | 19. února 2007     | pondělí      |
| 348          | 134       | Lekce Zdeny Čisté 1                 | Boro Radojčič | 20. února 2007     | úterý        |
| 349          | 135       | Lekce Zdeny Čisté 2                 | Boro Radojčič | 20. února 2007     | úterý        |
| 350          | 136       | Klářino rozhodnutí 1                | Boro Radojčič | 21. února 2007     | středa       |
| 351          | 137       | Klářino rozhodnutí 2                | Boro Radojčič | 21. února 2007     | středa       |
| 352          | 138       | Vykradená hospoda 1                 | Boro Radojčič | 22. února 2007     | čtvrtek      |
| 353          | 139       | Vykradená hospoda 2                 | Boro Radojčič | 22. února 2007     | čtvrtek      |
| 354          | 140       | Nyklův věnec 1                      | Boro Radojčič | 23. února 2007     | pátek        |
| 355          | 141       | Nyklův věnec 2                      | Boro Radojčič | 23. února 2007     | pátek        |
| 356          | 142       | Nová Henryho servírka 1             | Otakar Kosek  | 26. února 2007     | pondělí      |
| 357          | 143       | Nová Henryho servírka 2             | Otakar Kosek  | 26. února 2007     | pondělí      |
| 358          | 144       | Bedřichova nabídka k sňatku 1       | Otakar Kosek  | 27. února 2007     | úterý        |
| 359          | 145       | Bedřichova nabídka k sňatku 2       | Otakar Kosek  | 27. února 2007     | úterý        |
| 360          | 146       | Teplo domova 1                      | Otakar Kosek  | 28. února 2007     | středa       |
| 361          | 147       | Teplo domova 2                      | Otakar Kosek  | 28. února 2007     | středa       |
| 362          | 148       | Vysílání odvážné Digi 1             | Otakar Kosek  | 1. března 2007     | čtvrtek      |
| 363          | 149       | Vysílání odvážné Digi 2             | Otakar Kosek  | 1. března 2007     | čtvrtek      |
| 364          | 150       | Hejlova malá velká hra 1            | Otakar Kosek  | 2. března 2007     | pátek        |
| 365          | 151       | Hejlova malá velká hra 2            | Otakar Kosek  | 2. března 2007     | pátek        |
| 366          | 152       | Matějova vzpoura 1                  | Otakar Kosek  | 5. března 2007     | pondělí      |
| 367          | 153       | Matějova vzpoura 2                  | Otakar Kosek  | 5. března 2007     | pondělí      |
| 368          | 154       | Odhalení projektu supermarketu 1    | Otakar Kosek  | 6. března 2007     | úterý        |
| 369          | 155       | Odhalení projektu supermarketu 2    | Otakar Kosek  | 6. března 2007     | úterý        |
| 370          | 156       | Digi v ohrožení 1                   | Otakar Kosek  | 7. března 2007     | středa       |
| 371          | 157       | Digi v ohrožení 2                   | Otakar Kosek  | 7. března 2007     | středa       |
| 372          | 158       | MDŽ 1                               | Otakar Kosek  | 8. března 2007     | čtvrtek      |
| 373          | 159       | MDŽ 2                               | Otakar Kosek  | 8. března 2007     | čtvrtek      |
| 374          | 160       | Kamerovky 1                         | Otakar Kosek  | 9. března 2007     | pátek        |
| 375          | 161       | Kamerovky 2                         | Otakar Kosek  | 9. března 2007     | pátek        |
| 376          | 162       | Peškovy ztracené iluze 1            | Patrik Hartl  | 12. března 2007    | pondělí      |
| 377          | 163       | Peškovy ztracené iluze 2            | Patrik Hartl  | 12. března 2007    | pondělí      |
| 378          | 164       | Evin útok 1                         | Patrik Hartl  | 13. března 2007    | úterý        |
| 379          | 165       | Evin útok 2                         | Patrik Hartl  | 13. března 2007    | úterý        |
| 380          | 166       | Den po autonehodě Boháčových 1      | Patrik Hartl  | 14. března 2007    | středa       |
| 381          | 167       | Den po autonehodě Boháčových 2      | Patrik Hartl  | 14. března 2007    | středa       |
| 382          | 168       | Boháč v nemocnici 1                 | Patrik Hartl  | 15. března 2007    | čtvrtek      |
| 383          | 169       | Boháč v nemocnici 2                 | Patrik Hartl  | 15. března 2007    | čtvrtek      |
| 384          | 170       | Ben svádí Moniku 1                  | Patrik Hartl  | 16. března 2007    | pátek        |
| 385          | 171       | Ben svádí Moniku 2                  | Patrik Hartl  | 16. března 2007    | pátek        |
| 386          | 172       | Peškova žádost o ruku 1             | Patrik Hartl  | 19. března 2007    | pondělí      |
| 387          | 173       | Peškova žádost o ruku 2             | Patrik Hartl  | 19. března 2007    | pondělí      |
| 388          | 174       | Sólo pro Hejla 1                    | Patrik Hartl  | 20. března 2007    | úterý        |
| 389          | 175       | Sólo pro Hejla 2                    | Patrik Hartl  | 20. března 2007    | úterý        |
| 390          | 176       | Kamilovo vyznání lásky 1            | Patrik Hartl  | 21. března 2007    | středa       |
| 391          | 177       | Kamilovo vyznání lásky 2            | Patrik Hartl  | 21. března 2007    | středa       |
| 392          | 178       | Liškovy křehké iluze 1              | Patrik Hartl  | 22. března 2007    | čtvrtek      |
| 393          | 179       | Liškovy křehké iluze 2              | Patrik Hartl  | 22. března 2007    | čtvrtek      |
| 394          | 180       | Návrat Karolíny 1                   | Patrik Hartl  | 23. března 2007    | pátek        |
| 395          | 181       | Návrat Karolíny 2                   | Patrik Hartl  | 23. března 2007    | pátek        |
| 396          | 182       | Davidovo spiknutí a Lumírova lest 1 | Marian Kleis  | 26. března 2007    | pondělí      |
| 397          | 183       | Davidovo spiknutí a Lumírova lest 2 | Marian Kleis  | 26. března 2007    | pondělí      |
| 398          | 184       | Léčba šokem 1                       | Marian Kleis  | 27. března 2007    | úterý        |
| 399          | 185       | Léčba šokem 2                       | Marian Kleis  | 27. března 2007    | úterý        |
| 400          | 186       | Návrat Tomáše 1                     | Marian Kleis  | 28. března 2007    | středa       |
| 401          | 187       | Návrat Tomáše 2                     | Marian Kleis  | 28. března 2007    | středa       |
| 402          | 188       | Světlanino prozření 1               | Marian Kleis  | 29. března 2007    | čtvrtek      |
| 403          | 189       | Světlanino prozření 2               | Marian Kleis  | 29. března 2007    | čtvrtek      |
| 404          | 190       | Nový nájemník u Jordánů 1           | Marian Kleis  | 30. března 2007    | pátek        |
| 405          | 191       | Nový nájemník u Jordánů 2           | Marian Kleis  | 30. března 2007    | pátek        |
| 406          | 192       | Majda v akci 1                      | Marian Kleis  | 2. dubna 2007      | pondělí      |
| 407          | 193       | Majda v akci 2                      | Marian Kleis  | 2. dubna 2007      | pondělí      |
| 408          | 194       | Osudová přitažlivost 1              | Marian Kleis  | 3. dubna 2007      | úterý        |
| 409          | 195       | Osudová přitažlivost 2              | Marian Kleis  | 3. dubna 2007      | úterý        |
| 410          | 196       | Znalecký posudek 1                  | Marian Kleis  | 4. dubna 2007      | středa       |
| 411          | 197       | Znalecký posudek 2                  | Marian Kleis  | 4. dubna 2007      | středa       |
| 412          | 198       | Facka od Ingrid 1                   | Marian Kleis  | 5. dubna 2007      | čtvrtek      |
| 413          | 199       | Facka od Ingrid 2                   | Marian Kleis  | 5. dubna 2007      | čtvrtek      |
| 414          | 200       | Vítězství Ingrid 1                  | Marian Kleis  | 6. dubna 2007      | pátek        |
| 415          | 201       | Vítězství Ingrid 2                  | Marian Kleis  | 6. dubna 2007      | pátek        |
| 416          | 202       | Maxivelikonoce 1                    | Tomáš Tintěra | 9. dubna 2007      | pondělí      |
| 417          | 203       | Maxivelikonoce 2                    | Tomáš Tintěra | 9. dubna 2007      | pondělí      |
| 418          | 204       | Karolína bere roli 1                | Tomáš Tintěra | 10. dubna 2007     | úterý        |
| 419          | 205       | Karolína bere roli 2                | Tomáš Tintěra | 10. dubna 2007     | úterý        |
| 420          | 206       | Bedřichova rozlučka se svobodou 1   | Tomáš Tintěra | 11. dubna 2007     | středa       |
| 421          | 207       | Bedřichova rozlučka se svobodou 2   | Tomáš Tintěra | 11. dubna 2007     | středa       |
| 422          | 208       | Zrušená svatba 1                    | Tomáš Tintěra | 12. dubna 2007     | čtvrtek      |
| 423          | 209       | Zrušená svatba 2                    | Tomáš Tintěra | 12. dubna 2007     | čtvrtek      |
| 424          | 210       | Den po Bedřichově zrušené svatbě 1  | Tomáš Tintěra | 13. dubna 2007     | pátek        |
| 425          | 211       | Den po Bedřichově zrušené svatbě 2  | Tomáš Tintěra | 13. dubna 2007     | pátek        |
| 426          | 212       | Ingrid dává lekci 1                 | Tomáš Tintěra | 16. dubna 2007     | pondělí      |
| 427          | 213       | Ingrid dává lekci 2                 | Tomáš Tintěra | 16. dubna 2007     | pondělí      |
| 428          | 214       | Nevydařený smír 1                   | Tomáš Tintěra | 17. dubna 2007     | úterý        |
| 429          | 215       | Nevydařený smír 2                   | Tomáš Tintěra | 17. dubna 2007     | úterý        |
| 430          | 216       | Zuzana odváží Františka 1           | Tomáš Tintěra | 18. dubna 2007     | středa       |
| 431          | 217       | Zuzana odváží Františka 2           | Tomáš Tintěra | 18. dubna 2007     | středa       |
| 432          | 218       | Světlana pátrá 1                    | Tomáš Tintěra | 19. dubna 2007     | čtvrtek      |
| 433          | 219       | Světlana pátrá 2                    | Tomáš Tintěra | 19. dubna 2007     | čtvrtek      |
| 434          | 220       | Matěj mění názor na Lan 1           | Tomáš Tintěra | 20. dubna 2007     | pátek        |
| 435          | 221       | Matěj mění názor na Lan 2           | Tomáš Tintěra | 20. dubna 2007     | pátek        |
| 436          | 222       | Kompromitující nahrávka 1           | Ondřej Kepka  | 23. dubna 2007     | pondělí      |
| 437          | 223       | Kompromitující nahrávka 2           | Ondřej Kepka  | 23. dubna 2007     | pondělí      |
| 438          | 224       | T. jako Tamara 1                    | Ondřej Kepka  | 24. dubna 2007     | úterý        |
| 439          | 225       | T. jako Tamara 2                    | Ondřej Kepka  | 24. dubna 2007     | úterý        |
| 440          | 226       | Broučení s Bárou 1                  | Ondřej Kepka  | 25. dubna 2007     | středa       |
| 441          | 227       | Broučení s Bárou 2                  | Ondřej Kepka  | 25. dubna 2007     | středa       |
| 442          | 228       | Bedřich udává Zuzanu 1              | Ondřej Kepka  | 26. dubna 2007     | čtvrtek      |
| 443          | 229       | Bedřich udává Zuzanu 2              | Ondřej Kepka  | 26. dubna 2007     | čtvrtek      |
| 444          | 230       | Světlanino dvojí vítězství 1        | Ondřej Kepka  | 27. dubna 2007     | pátek        |
| 445          | 231       | Světlanino dvojí vítězství 2        | Ondřej Kepka  | 27. dubna 2007     | pátek        |
| 446          | 232       | Pálení čarodějnic 1                 | Ondřej Kepka  | 30. dubna 2007     | pondělí      |
| 447          | 233       | Pálení čarodějnic 2                 | Ondřej Kepka  | 30. dubna 2007     | pondělí      |
| 448          | 234       | První máj 1                         | Ondřej Kepka  | 1. května 2007     | úterý        |
| 449          | 235       | První máj 2                         | Ondřej Kepka  | 1. května 2007     | úterý        |
| 450          | 236       | Boháč ožívá 1                       | Ondřej Kepka  | 2. května 2007     | středa       |
| 451          | 237       | Boháč ožívá 2                       | Ondřej Kepka  | 2. května 2007     | středa       |
| 452          | 238       | Akcie 1                             | Ondřej Kepka  | 3. května 2007     | čtvrtek      |
| 453          | 239       | Akcie 2                             | Ondřej Kepka  | 3. května 2007     | čtvrtek      |
| 454          | 240       | Domácí násilí 1                     | Ondřej Kepka  | 4. května 2007     | pátek        |
| 455          | 241       | Domácí násilí 2                     | Ondřej Kepka  | 4. května 2007     | pátek        |
| 456          | 242       | Boháčův návrat do ulice 1           | Juraj Deák    | 7. května 2007     | pondělí      |
| 457          | 243       | Boháčův návrat do ulice 2           | Juraj Deák    | 7. května 2007     | pondělí      |
| 458          | 244       | Generálka 1                         | Juraj Deák    | 8. května 2007     | úterý        |
| 459          | 245       | Generálka 2                         | Juraj Deák    | 8. května 2007     | úterý        |
| 460          | 246       | Světlana odchází od Lumíra 1        | Juraj Deák    | 9. května 2007     | středa       |
| 461          | 247       | Světlana odchází od Lumíra 2        | Juraj Deák    | 9. května 2007     | středa       |
| 462          | 248       | Natáčení 1                          | Juraj Deák    | 10. května 2007    | čtvrtek      |
| 463          | 249       | Natáčení 2                          | Juraj Deák    | 10. května 2007    | čtvrtek      |
| 464          | 250       | Narozeniny Lan 1                    | Juraj Deák    | 11. května 2007    | pátek        |
| 465          | 251       | Narozeniny Lan 2                    | Juraj Deák    | 11. května 2007    | pátek        |
| 466          | 252       | Kačenka 1                           | Juraj Deák    | 14. května 2007    | pondělí      |
| 467          | 253       | Kačenka 2                           | Juraj Deák    | 14. května 2007    | pondělí      |
| 468          | 254       | Rande podle kazety 1                | Juraj Deák    | 15. května 2007    | úterý        |
| 469          | 255       | Rande podle kazety 2                | Juraj Deák    | 15. května 2007    | úterý        |
| 470          | 256       | Tamara 1                            | Juraj Deák    | 16. května 2007    | středa       |
| 471          | 257       | Tamara 2                            | Juraj Deák    | 16. května 2007    | středa       |
| 472          | 258       | Smrt motýla 1                       | Juraj Deák    | 17. května 2007    | čtvrtek      |
| 473          | 259       | Smrt motýla 2                       | Juraj Deák    | 17. května 2007    | čtvrtek      |
| 474          | 260       | Gigolo 1                            | Juraj Deák    | 18. května 2007    | pátek        |
| 475          | 261       | Gigolo 2                            | Juraj Deák    | 18. května 2007    | pátek        |
| 476          | 262       | Franta v děcáku 1                   | Otakar Kosek  | 21. května 2007    | pondělí      |
| 477          | 263       | Franta v děcáku 2                   | Otakar Kosek  | 21. května 2007    | pondělí      |
| 478          | 264       | Digi v úzkých 1                     | Otakar Kosek  | 22. května 2007    | úterý        |
| 479          | 265       | Digi v úzkých 2                     | Otakar Kosek  | 22. května 2007    | úterý        |
| 480          | 266       | Nový začátek 1                      | Otakar Kosek  | 23. května 2007    | středa       |
| 481          | 267       | Nový začátek 2                      | Otakar Kosek  | 23. května 2007    | středa       |
| 482          | 268       | Světlana boduje 1                   | Otakar Kosek  | 24. května 2007    | čtvrtek      |
| 483          | 269       | Světlana boduje 2                   | Otakar Kosek  | 24. května 2007    | čtvrtek      |
| 484          | 270       | Pravda o Karolíně 1                 | Otakar Kosek  | 25. května 2007    | pátek        |
| 485          | 271       | Pravda o Karolíně 2                 | Otakar Kosek  | 25. května 2007    | pátek        |
| 486          | 272       | Karel vypíná rádio 1                | Otakar Kosek  | 28. května 2007    | pondělí      |
| 487          | 273       | Karel vypíná rádio 2                | Otakar Kosek  | 28. května 2007    | pondělí      |
| 488          | 274       | Pravda o Lan 1                      | Otakar Kosek  | 29. května 2007    | úterý        |
| 489          | 275       | Pravda o Lan 2                      | Otakar Kosek  | 29. května 2007    | úterý        |
| 490          | 276       | Tomášova matka zasahuje 1           | Otakar Kosek  | 30. května 2007    | středa       |
| 491          | 277       | Tomášova matka zasahuje 2           | Otakar Kosek  | 30. května 2007    | středa       |
| 492          | 278       | Jitka jde do divadla 1              | Otakar Kosek  | 31. května 2007    | čtvrtek      |
| 493          | 279       | Jitka jde do divadla 2              | Otakar Kosek  | 31. května 2007    | čtvrtek      |
| 494          | 280       | Františkův Den dětí 1               | Otakar Kosek  | 1. června 2007     | pátek        |
| 495          | 281       | Františkův Den dětí 2               | Otakar Kosek  | 1. června 2007     | pátek        |
| 496          | 282       | Lumír žebrákem 1                    | Dušan Klein   | 4. června 2007     | pondělí      |
| 497          | 283       | Lumír žebrákem 2                    | Dušan Klein   | 4. června 2007     | pondělí      |
| 498          | 284       | Prohra Karla Stránského 1           | Dušan Klein   | 5. června 2007     | úterý        |
| 499          | 285       | Prohra Karla Stránského 2           | Dušan Klein   | 5. června 2007     | úterý        |
| 500          | 286       | Evin útěk 1                         | Dušan Klein   | 6. června 2007     | středa       |
| 501          | 287       | Evin útěk 2                         | Dušan Klein   | 6. června 2007     | středa       |
| 502          | 288       | Světlanino těhotenství 1            | Dušan Klein   | 7. června 2007     | čtvrtek      |
| 503          | 289       | Světlanino těhotenství 2            | Dušan Klein   | 7. června 2007     | čtvrtek      |
| 504          | 290       | Políbení 1                          | Dušan Klein   | 8. června 2007     | pátek        |
| 505          | 291       | Políbení 2                          | Dušan Klein   | 8. června 2007     | pátek        |
| 506          | 292       | Zpověď Karolíny 1                   | Dušan Klein   | 11. června 2007    | pondělí      |
| 507          | 293       | Zpověď Karolíny 2                   | Dušan Klein   | 11. června 2007    | pondělí      |
| 508          | 294       | Ingrid v krizi 1                    | Dušan Klein   | 12. června 2007    | úterý        |
| 509          | 295       | Ingrid v krizi 2                    | Dušan Klein   | 12. června 2007    | úterý        |
| 510          | 296       | Tomášova přednáška 1                | Dušan Klein   | 13. června 2007    | středa       |
| 511          | 297       | Tomášova přednáška 2                | Dušan Klein   | 13. června 2007    | středa       |
| 512          | 298       | Boháčovo divadýlko 1                | Dušan Klein   | 14. června 2007    | čtvrtek      |
| 513          | 299       | Boháčovo divadýlko 2                | Dušan Klein   | 14. června 2007    | čtvrtek      |
| 514          | 300       | Tony 1                              | Dušan Klein   | 15. června 2007    | pátek        |
| 515          | 301       | Tony 2                              | Dušan Klein   | 15. června 2007    | pátek        |
| 516          | 302       | Smíření s osudem 1                  | Dušan Klein   | 18. června 2007    | pondělí      |
| 517          | 303       | Smíření s osudem 2                  | Boro Radojčič | 18. června 2007    | pondělí      |
| 518          | 304       | Boháčova operace 1                  | Boro Radojčič | 19. června 2007    | úterý        |
| 519          | 305       | Boháčova operace 2                  | Boro Radojčič | 19. června 2007    | úterý        |
| 520          | 306       | Vzpoura osudu 1                     | Boro Radojčič | 20. června 2007    | středa       |
| 521          | 307       | Vzpoura osudu 2                     | Boro Radojčič | 20. června 2007    | středa       |
| 522          | 308       | Lumír za pultem 1                   | Boro Radojčič | 21. června 2007    | čtvrtek      |
| 523          | 309       | Lumír za pultem 2                   | Boro Radojčič | 21. června 2007    | čtvrtek      |
| 524          | 310       | Na rybách 1                         | Boro Radojčič | 22. června 2007    | pátek        |
| 525          | 311       | Na rybách 2                         | Boro Radojčič | 22. června 2007    | pátek        |
| 526          | 312       | Dobré zprávy 1                      | Boro Radojčič | 25. června 2007    | pondělí      |
| 527          | 313       | Dobré zprávy 2                      | Boro Radojčič | 25. června 2007    | pondělí      |
| 528          | 314       | Projekce na rozloučenou 1           | Boro Radojčič | 26. června 2007    | úterý        |
| 529          | 315       | Projekce na rozloučenou 2           | Boro Radojčič | 26. června 2007    | úterý        |
| 530          | 316       | Konec lží 1                         | Boro Radojčič | 27. června 2007    | středa       |
| 531          | 317       | Konec lží 2                         | Boro Radojčič | 27. června 2007    | středa       |
| 532          | 318       | Tajná svatba 1                      | Boro Radojčič | 28. června 2007    | čtvrtek      |
| 533          | 319       | Tajná svatba 2                      | Boro Radojčič | 28. června 2007    | čtvrtek      |